# 대한민국 제10대 국회의원 목록
다음은 대한민국 제10대 국회를 구성하는 대한민국 제10대 국회의원들의 명단이다.
제10대 국회에서 국회의원의 정수는 지역구 의원 154명, 유신정우회 의원 77명으로 총 231명이다. 지난 9대 국회 당시와 비교했을 때 지역구 의원은 8명, 유신정우회 의원은 4명이 증원되었다. 지역구 의원은 1978년 12월 12일에 치러진 대한민국 제10대 국회의원 선거를 통해 선출되었으며 유신정우회 국회의원들은 통일주체국민회의를 통해 간접적으로 선출되었다. 제10대 국회의원의 임기는 1979년 3월 12일에 시작되었으나 신군부에 의해 1980년 10월 27일, 국회가 해산되면서 임기가 종료되었다. 

## 지역구(154석)

### 서울특별시(22석)
| 선거구        | 이름   | 당선시 정당 | 당선시 정당 | 종료시 정당 | 종료시 정당 | 관할구역                | 선수 | 비고                      |
| ------------- | ------ | ----------- | ----------- | ----------- | ----------- | ----------------------- | ---- | ------------------------- |
| 종로구·중구   | 정대철 |             | 신민당      |             | 신민당      | 종로구 일원 중구 일원   | 재선 |                           |
| 종로구·중구   | 민관식 |             | 민주공화당  |             | 민주공화당  | 종로구 일원 중구 일원   | 5선  |                           |
| 동대문구      | 송원영 |             | 신민당      |             | 신민당      | 동대문구 일원           | 4선  | 1980.8.22. 의원직 사퇴    |
| 동대문구      | 이인근 |             | 민주공화당  |             | 민주공화당  | 동대문구 일원           | 초선 |                           |
| 성동구        | 김제만 |             | 신민당      |             | 신민당      | 성동구 일원             | 초선 |                           |
| 성동구        | 양일동 |             | 민주통일당  |             | 민주통일당  | 성동구 일원             | 5선  | 1980.4.1. 사망            |
| 성북구        | 조세형 |             | 신민당      |             | 신민당      | 성북구 일원             | 초선 |                           |
| 성북구        | 정래혁 |             | 민주공화당  |             | 민주공화당  | 성북구 일원             | 재선 |                           |
| 도봉구        | 고흥문 |             | 신민당      |             | 신민당      | 도봉구 일원             | 5선  | 1980.8.22. 의원직 사퇴    |
| 도봉구        | 홍성우 |             | 무소속      |             | 민주공화당  | 도봉구 일원             | 초선 | 1979.6.7. 민주공화당 입당 |
| 서대문구      | 김재광 |             | 신민당      |             | 신민당      | 서대문구 일원           | 5선  |                           |
| 서대문구      | 오유방 |             | 민주공화당  |             | 무소속      | 서대문구 일원           | 재선 | 1980.4.7. 민주공화당 제명 |
| 마포구·용산구 | 박경원 |             | 민주공화당  |             | 민주공화당  | 마포구 일원 용산구 일원 | 초선 |                           |
| 마포구·용산구 | 노승환 |             | 신민당      |             | 신민당      | 마포구 일원 용산구 일원 | 3선  |                           |
| 영등포구      | 박한상 |             | 신민당      |             | 신민당      | 영등포구 일원           | 5선  |                           |
| 영등포구      | 강병규 |             | 민주공화당  |             | 민주공화당  | 영등포구 일원           | 3선  |                           |
| 관악구        | 김수한 |             | 신민당      |             | 신민당      | 관악구 일원             | 4선  | 1980.8.22. 의원직 사퇴    |
| 관악구        | 정희섭 |             | 민주공화당  |             | 민주공화당  | 관악구 일원             | 재선 |                           |
| 강남구        | 정운갑 |             | 신민당      |             | 신민당      | 강남구 일원             | 5선  |                           |
| 강남구        | 이태섭 |             | 민주공화당  |             | 민주공화당  | 강남구 일원             | 초선 |                           |
| 강서구        | 남재희 |             | 민주공화당  |             | 민주공화당  | 강서구 일원             | 초선 |                           |
| 강서구        | 김영배 |             | 신민당      |             | 신민당      | 강서구 일원             | 초선 |                           |

### 부산시(10석)
| 선거구        | 이름   | 당선시 정당 | 당선시 정당 | 종료시 정당 | 종료시 정당 | 관할구역                | 선수 | 비고                                        |
| ------------- | ------ | ----------- | ----------- | ----------- | ----------- | ----------------------- | ---- | ------------------------------------------- |
| 중구·영도구   | 예춘호 |             | 무소속      |             | 신민당      | 중구 일원 영도구 일원   | 3선  | 1979.6.4. 신민당 입당 1980.7.4. 의원직 사퇴 |
| 중구·영도구   | 김상진 |             | 신민당      |             | 신민당      | 중구 일원 영도구 일원   | 3선  |                                             |
| 서구·동구     | 김영삼 |             | 신민당      |             | 신민당      | 서구 일원 동구 일원     | 7선  | 1979.10.4. 의원직 제명                      |
| 서구·동구     | 박찬종 |             | 민주공화당  |             | 무소속      | 서구 일원 동구 일원     | 재선 | 1980.4.7. 민주공화당 제명                   |
| 부산진구·북구 | 정해영 |             | 신민당      |             | 신민당      | 부산진구 일원 북구 일원 | 7선  | 1980.8.22. 의원직 사퇴                      |
| 부산진구·북구 | 김임식 |             | 민주공화당  |             | 민주공화당  | 부산진구 일원 북구 일원 | 4선  |                                             |
| 동래구        | 이기택 |             | 신민당      |             | 신민당      | 동래구 일원             | 4선  |                                             |
| 동래구        | 양찬우 |             | 민주공화당  |             | 민주공화당  | 동래구 일원             | 4선  |                                             |
| 남구          | 김승목 |             | 신민당      |             | 신민당      | 남구 일원               | 재선 |                                             |
| 남구          | 김재홍 |             | 민주공화당  |             | 민주공화당  | 남구 일원               | 초선 |                                             |

### 경기도(16석)
| 선거구                      | 이름   | 당선시 정당 | 당선시 정당 | 종료시 정당 | 종료시 정당 | 관할구역                                        | 선수 | 비고                  |
| --------------------------- | ------ | ----------- | ----------- | ----------- | ----------- | ----------------------------------------------- | ---- | --------------------- |
| 인천시                      | 김은하 |             | 신민당      |             | 신민당      | 인천시 일원                                     | 5선  |                       |
| 인천시                      | 류승원 |             | 민주공화당  |             | 민주공화당  | 인천시 일원                                     | 초선 |                       |
| 수원시·화성군               | 이병희 |             | 민주공화당  |             | 민주공화당  | 수원시 일원 화성군 일원                         | 5선  | 1980.7.4. 의원직 사퇴 |
| 수원시·화성군               | 유용근 |             | 신민당      |             | 신민당      | 수원시 일원 화성군 일원                         | 초선 |                       |
| 의정부시·양주군·파주군      | 박명근 |             | 민주공화당  |             | 민주공화당  | 의정부시 일원 양주군 일원 파주군 일원           | 3선  |                       |
| 의정부시·양주군·파주군      | 김형광 |             | 신민당      |             | 신민당      | 의정부시 일원 양주군 일원 파주군 일원           | 초선 |                       |
| 성남시·광주군·여주군·이천군 | 정동성 |             | 민주공화당  |             | 민주공화당  | 성남시 일원 광주군 일원 여주군 일원 이천군 일원 | 초선 |                       |
| 성남시·광주군·여주군·이천군 | 오세응 |             | 무소속      |             | 신민당      | 성남시 일원 광주군 일원 여주군 일원 이천군 일원 | 3선  | 1979.6.4. 신민당 복당 |
| 평택군·용인군·안성군        | 유치송 |             | 신민당      |             | 신민당      | 평택군 일원 용인군 일원 안성군 일원             | 3선  |                       |
| 평택군·용인군·안성군        | 서상린 |             | 민주공화당  |             | 민주공화당  | 평택군 일원 용인군 일원 안성군 일원             | 5선  |                       |
| 부천시·안양시·시흥군·옹진군 | 이택돈 |             | 신민당      |             | 신민당      | 부천시 일원 안양시 일원 시흥군 일원 옹진군 일원 | 3선  | 1980.7.4. 의원직 사퇴 |
| 부천시·안양시·시흥군·옹진군 | 윤국노 |             | 민주공화당  |             | 민주공화당  | 부천시 일원 안양시 일원 시흥군 일원 옹진군 일원 | 초선 |                       |
| 고양군·김포군·강화군        | 오홍석 |             | 신민당      |             | 신민당      | 고양군 일원 김포군 일원 강화군 일원             | 재선 |                       |
| 고양군·김포군·강화군        | 김유탁 |             | 민주공화당  |             | 민주공화당  | 고양군 일원 김포군 일원 강화군 일원             | 4선  |                       |
| 연천군·포천군·가평군·양평군 | 오치성 |             | 민주공화당  |             | 민주공화당  | 연천군 일원 포천군 일원 가평군 일원 양평군 일원 | 4선  |                       |
| 연천군·포천군·가평군·양평군 | 천명기 |             | 신민당      |             | 신민당      | 연천군 일원 포천군 일원 가평군 일원 양평군 일원 | 3선  |                       |

### 강원도(10석)
| 선거구                             | 이름   | 당선시 정당 | 당선시 정당 | 종료시 정당 | 종료시 정당 | 관할구역                                                    | 선수 | 비고                                                                       |
| ---------------------------------- | ------ | ----------- | ----------- | ----------- | ----------- | ----------------------------------------------------------- | ---- | -------------------------------------------------------------------------- |
| 춘천시·춘성군·철원군·화천군·양구군 | 손승덕 |             | 민주공화당  |             | 민주공화당  | 춘천시 일원 춘성군 일원 철원군 일원 화천군 일원 양구군 일원 | 재선 |                                                                            |
| 춘천시·춘성군·철원군·화천군·양구군 | 김준섭 |             | 신민당      |             | 신민당      | 춘천시 일원 춘성군 일원 철원군 일원 화천군 일원 양구군 일원 | 3선  |                                                                            |
| 원주시·원성군·홍천군·횡성군        | 박영록 |             | 신민당      |             | 신민당      | 원주시 일원 원성군 일원 홍천군 일원 횡성군 일원             | 4선  | 1980.8.22. 의원직 사퇴                                                     |
| 원주시·원성군·홍천군·횡성군        | 김용호 |             | 민주공화당  |             | 민주공화당  | 원주시 일원 원성군 일원 홍천군 일원 횡성군 일원             | 4선  |                                                                            |
| 강릉시·명주군·삼척군               | 김효영 |             | 민주공화당  |             | 민주공화당  | 강릉시 일원 명주군 일원 삼척군 일원                         | 재선 |                                                                            |
| 강릉시·명주군·삼척군               | 김진만 |             | 무소속      |             | 무소속      | 강릉시 일원 명주군 일원 삼척군 일원                         | 7선  | 1979.6.7. 민주공화당 복당 1980.3.21. 민주공화당 탈당 1980.7.4. 의원직 사퇴 |
| 속초시·양양군·인제군·고성군        | 정일권 |             | 민주공화당  |             | 민주공화당  | 속초시 일원 양양군 일원 인제군 일원 고성군 일원             | 3선  |                                                                            |
| 속초시·양양군·인제군·고성군        | 함종빈 |             | 무소속      |             | 민주공화당  | 속초시 일원 양양군 일원 인제군 일원 고성군 일원             | 3선  | 1979.6.7. 민주공화당 복당                                                  |
| 영월군·평창군·정선군               | 장승태 |             | 민주공화당  |             | 민주공화당  | 영월군 일원 평창군 일원 정선군 일원                         | 4선  |                                                                            |
| 영월군·평창군·정선군               | 엄영달 |             | 신민당      |             | 신민당      | 영월군 일원 평창군 일원 정선군 일원                         | 재선 |                                                                            |

### 충청북도(8석)
| 선거구                      | 이름   | 당선시 정당 | 당선시 정당 | 종료시 정당 | 종료시 정당 | 관할구역                                        | 선수 | 비고                  |
| --------------------------- | ------ | ----------- | ----------- | ----------- | ----------- | ----------------------------------------------- | ---- | --------------------- |
| 청주시·청원군               | 김현수 |             | 민주통일당  |             | 민주통일당  | 청주시 일원 청원군 일원                         | 초선 |                       |
| 청주시·청원군               | 이민우 |             | 신민당      |             | 신민당      | 청주시 일원 청원군 일원                         | 5선  |                       |
| 충주시·중원군·제천군·단양군 | 이종근 |             | 민주공화당  |             | 민주공화당  | 충주시 일원 중원군 일원 제천군 일원 단양군 일원 | 4선  |                       |
| 충주시·중원군·제천군·단양군 | 이택희 |             | 신민당      |             | 신민당      | 충주시 일원 중원군 일원 제천군 일원 단양군 일원 | 재선 | 1980.8.6. 의원직 사퇴 |
| 보은군·옥천군·영동군        | 육인수 |             | 민주공화당  |             | 민주공화당  | 보은군 일원 옥천군 일원 영동군 일원             | 5선  |                       |
| 보은군·옥천군·영동군        | 이용희 |             | 신민당      |             | 신민당      | 보은군 일원 옥천군 일원 영동군 일원             | 재선 |                       |
| 진천군·괴산군·음성군        | 오용운 |             | 민주공화당  |             | 민주공화당  | 진천군 일원 괴산군 일원 음성군 일원             | 초선 |                       |
| 진천군·괴산군·음성군        | 이충환 |             | 신민당      |             | 신민당      | 진천군 일원 괴산군 일원 음성군 일원             | 6선  |                       |

### 충청남도(14석)
| 선거구               | 이름   | 당선시 정당 | 당선시 정당 | 종료시 정당 | 종료시 정당 | 관할구역                            | 선수 | 비고                                                |
| -------------------- | ------ | ----------- | ----------- | ----------- | ----------- | ----------------------------------- | ---- | --------------------------------------------------- |
| 대전시 동구·중구     | 임호   |             | 무소속      |             | 무소속      | 대전시 동구 일원 대전시 중구 일원   | 초선 | 1979.6.7. 민주공화당 복당 1980.4.7. 민주공화당 제명 |
| 대전시 동구·중구     | 김용태 |             | 민주공화당  |             | 민주공화당  | 대전시 동구 일원 대전시 중구 일원   | 5선  | 1980.8.22. 의원직 사퇴                              |
| 천안시·천원군·아산군 | 김종철 |             | 민주공화당  |             | 민주공화당  | 천안시 일원 천원군 일원 아산군 일원 | 5선  |                                                     |
| 천안시·천원군·아산군 | 정재원 |             | 신민당      |             | 신민당      | 천안시 일원 천원군 일원 아산군 일원 | 초선 |                                                     |
| 금산군·대덕군·연기군 | 이준섭 |             | 민주공화당  |             | 민주공화당  | 금산군 일원 대덕군 일원 연기군 일원 | 초선 |                                                     |
| 금산군·대덕군·연기군 | 유한열 |             | 신민당      |             | 신민당      | 금산군 일원 대덕군 일원 연기군 일원 | 초선 |                                                     |
| 논산군·공주군        | 정석모 |             | 민주공화당  |             | 민주공화당  | 논산군 일원 공주군 일원             | 초선 |                                                     |
| 논산군·공주군        | 박찬   |             | 무소속      |             | 신민당      | 논산군 일원 공주군 일원             | 3선  | 1979.6.4. 신민당 입당                               |
| 부여군·서천군·보령군 | 김종필 |             | 민주공화당  |             | 민주공화당  | 부여군 일원 서천군 일원 보령군 일원 | 5선  | 1980.7.4. 의원직 사퇴                               |
| 부여군·서천군·보령군 | 조중연 |             | 신민당      |             | 신민당      | 부여군 일원 서천군 일원 보령군 일원 | 초선 |                                                     |
| 청양군·홍성군·예산군 | 장영순 |             | 민주공화당  |             | 민주공화당  | 청양군 일원 홍성군 일원 예산군 일원 | 4선  | 1980.8.27. 의원직 사퇴                              |
| 청양군·홍성군·예산군 | 한건수 |             | 신민당      |             | 신민당      | 청양군 일원 홍성군 일원 예산군 일원 | 4선  |                                                     |
| 서산군·당진군        | 심현직 |             | 민주공화당  |             | 민주공화당  | 서산군 일원 당진군 일원             | 초선 |                                                     |
| 서산군·당진군        | 한영수 |             | 신민당      |             | 신민당      | 서산군 일원 당진군 일원             | 재선 |                                                     |

### 전라북도(12석)
| 선거구                      | 이름   | 당선시 정당 | 당선시 정당 | 종료시 정당 | 종료시 정당 | 관할구역                                        | 선수 | 비고                                        |
| --------------------------- | ------ | ----------- | ----------- | ----------- | ----------- | ----------------------------------------------- | ---- | ------------------------------------------- |
| 전주시·완주군               | 이철승 |             | 신민당      |             | 신민당      | 전주시 일원 완주군 일원                         | 6선  | 1980.7.4. 의원직 사퇴                       |
| 전주시·완주군               | 유기정 |             | 민주공화당  |             | 민주공화당  | 전주시 일원 완주군 일원                         | 3선  | 1980.10.4. 의원직 사퇴                      |
| 군산시·옥구군·이리시·익산군 | 김현기 |             | 신민당      |             | 신민당      | 군산시 일원 옥구군 일원 이리시 일원 익산군 일원 | 4선  | 1979.8.16. 사망                             |
| 군산시·옥구군·이리시·익산군 | 채영철 |             | 민주공화당  |             | 민주공화당  | 군산시 일원 옥구군 일원 이리시 일원 익산군 일원 | 재선 |                                             |
| 진안군·무주군·장수군        | 김광수 |             | 민주공화당  |             | 민주공화당  | 진안군 일원 무주군 일원 장수군 일원             | 재선 |                                             |
| 진안군·무주군·장수군        | 최성석 |             | 신민당      |             | 신민당      | 진안군 일원 무주군 일원 장수군 일원             | 재선 | 1980.8.8. 사망                              |
| 임실군·남원군·순창군        | 설인수 |             | 민주공화당  |             | 민주공화당  | 임실군 일원 남원군 일원 순창군 일원             | 초선 |                                             |
| 임실군·남원군·순창군        | 손주항 |             | 무소속      |             | 신민당      | 임실군 일원 남원군 일원 순창군 일원             | 재선 | 1979.6.4. 신민당 복당 1980.7.4. 의원직 사퇴 |
| 정읍군·김제군               | 장경순 |             | 민주공화당  |             | 민주공화당  | 정읍군 일원 김제군 일원                         | 5선  |                                             |
| 정읍군·김제군               | 김원기 |             | 신민당      |             | 신민당      | 정읍군 일원 김제군 일원                         | 초선 |                                             |
| 고창군·부안군               | 박용기 |             | 무소속      |             | 민주공화당  | 고창군 일원 부안군 일원                         | 초선 | 1979.6.7. 민주공화당 입당                   |
| 고창군·부안군               | 이호종 |             | 민주공화당  |             | 민주공화당  | 고창군 일원 부안군 일원                         | 초선 |                                             |

### 전라남도(20석)
| 선거구                      | 이름   | 당선시 정당 | 당선시 정당 | 종료시 정당 | 종료시 정당 | 관할구역                                        | 선수                      | 비고                      |
| --------------------------- | ------ | ----------- | ----------- | ----------- | ----------- | ----------------------------------------------- | ------------------------- | ------------------------- |
| 광주시 동구·서구            | 이필선 |             | 신민당      |             | 신민당      | 광주시 동구 일원 광주시 서구 일원               | 재선                      |                           |
| 광주시 동구·서구            | 김녹영 |             | 민주통일당  |             | 민주통일당  | 광주시 동구 일원 광주시 서구 일원               | 3선                       | 1980.7.4. 의원직 사퇴     |
| 목포시·무안군·신안군        | 최영철 |             | 민주공화당  |             | 민주공화당  | 목포시 일원 무안군 일원 신안군 일원             | 재선                      |                           |
| 목포시·무안군·신안군        | 임종기 |             | 신민당      |             | 신민당      | 목포시 일원 무안군 일원 신안군 일원             | 재선                      |                           |
| 여수시·여천군·광양군        | 이도선 |             | 민주공화당  |             | 민주공화당  | 여수시 일원 여천군 일원 광양군 일원             | 3선                       |                           |
| 여수시·여천군·광양군        | 박병효 |             | 신민당      |             | 신민당      | 여수시 일원 여천군 일원 광양군 일원             | 재선                      |                           |
| 순천시·구례군·승주군        | 유경현 |             | 민주공화당  |             | 민주공화당  | 순천시 일원 구례군 일원 승주군 일원             | 초선                      |                           |
| 순천시·구례군·승주군        | 허경만 |             | 신민당      |             | 신민당      | 순천시 일원 구례군 일원 승주군 일원             | 초선                      |                           |
| 나주군·광산군               | 김윤덕 |             | 신민당      |             | 신민당      | 나주군 일원 광산군 일원                         | 3선                       |                           |
| 나주군·광산군               | 한갑수 |             | 무소속      |             | 민주공화당  | 나주군 일원 광산군 일원                         | 초선                      | 1979.6.7. 민주공화당 입당 |
| 담양군·곡성군·화순군        | 문형태 |             | 민주공화당  |             | 민주공화당  | 담양군 일원 곡성군 일원 화순군 일원             | 3선                       |                           |
| 담양군·곡성군·화순군        | 고재청 |             | 신민당      |             | 신민당      | 담양군 일원 곡성군 일원 화순군 일원             | 재선                      |                           |
| 고흥군·보성군               | 신형식 |             | 민주공화당  |             | 민주공화당  |                                                 | 4선                       | 1980.8.22. 의원직 사퇴    |
| 고흥군·보성군               | 김수   |             | 무소속      |             | 민주공화당  | 초선                                            | 1979.6.7. 민주공화당 입당 |                           |
| 장흥군·강진군·영암군·완도군 | 길전식 |             | 민주공화당  |             | 민주공화당  | 장흥군 일원 강진군 일원 영암군 일원 완도군 일원 | 5선                       | 1980.8.22. 의원직 사퇴    |
| 장흥군·강진군·영암군·완도군 | 윤재명 |             | 무소속      |             | 민주공화당  | 장흥군 일원 강진군 일원 영암군 일원 완도군 일원 | 3선                       | 1979.6.7. 민주공화당 입당 |
| 해남군·진도군               | 김봉호 |             | 민주공화당  |             | 민주공화당  | 해남군 일원 진도군 일원                         | 초선                      |                           |
| 해남군·진도군               | 임영득 |             | 무소속      |             | 민주공화당  | 해남군 일원 진도군 일원                         | 초선                      | 1979.6.7. 민주공화당 입당 |
| 영광군·함평군·장성군        | 김재식 |             | 민주공화당  |             | 민주공화당  | 영광군 일원 함평군 일원 장성군 일원             | 초선                      |                           |
| 영광군·함평군·장성군        | 이진연 |             | 신민당      |             | 신민당      | 영광군 일원 함평군 일원 장성군 일원             | 재선                      |                           |

### 경상북도(22석)
| 선거구                             | 이름   | 당선시 정당 | 당선시 정당 | 종료시 정당 | 종료시 정당 | 관할구역                                                    | 선수 | 비고                      |
| ---------------------------------- | ------ | ----------- | ----------- | ----------- | ----------- | ----------------------------------------------------------- | ---- | ------------------------- |
| 대구시 중구·서구·북구              | 한병채 |             | 무소속      |             | 신민당      | 대구시 중구 일원 대구시 서구 일원 대구시 북구 일원          | 3선  | 1979.6.4. 신민당 복당     |
| 대구시 중구·서구·북구              | 이만섭 |             | 민주공화당  |             | 민주공화당  | 대구시 중구 일원 대구시 서구 일원 대구시 북구 일원          | 3선  |                           |
| 대구시 동구·남구                   | 이효상 |             | 민주공화당  |             | 민주공화당  | 대구시 동구 일원 대구시 남구 일원                           | 5선  |                           |
| 대구시 동구·남구                   | 신도환 |             | 신민당      |             | 신민당      | 대구시 동구 일원 대구시 남구 일원                           | 4선  |                           |
| 포항시·영일군·울릉군·영천군        | 권오태 |             | 무소속      |             | 민주공화당  | 포항시 일원 영일군 일원 울릉군 일원 영천군 일원             | 재선 | 1979.6.7. 민주공화당 입당 |
| 포항시·영일군·울릉군·영천군        | 조규창 |             | 신민당      |             | 신민당      | 포항시 일원 영일군 일원 울릉군 일원 영천군 일원             | 초선 |                           |
| 경주시·월성군·청도군               | 박숙현 |             | 민주공화당  |             | 민주공화당  | 경주시 일원 월성군 일원 청도군 일원                         | 3선  |                           |
| 경주시·월성군·청도군               | 박권흠 |             | 신민당      |             | 신민당      | 경주시 일원 월성군 일원 청도군 일원                         | 초선 |                           |
| 김천시·금릉군·상주군               | 박정수 |             | 무소속      |             | 민주공화당  | 김천시 일원 금릉군 일원 상주군 일원                         | 초선 | 1979.6.7. 민주공화당 입당 |
| 김천시·금릉군·상주군               | 정휘동 |             | 무소속      |             | 민주공화당  | 김천시 일원 금릉군 일원 상주군 일원                         | 초선 | 1979.6.7. 민주공화당 입당 |
| 안동시·안동군·의성군               | 김상년 |             | 민주공화당  |             | 민주공화당  | 안동시 일원 안동군 일원 의성군 일원                         | 3선  |                           |
| 안동시·안동군·의성군               | 박해충 |             | 신민당      |             | 신민당      | 안동시 일원 안동군 일원 의성군 일원                         | 4선  | 1980.8.22. 의원직 사퇴    |
| 구미시·군위군·성주군·선산군·칠곡군 | 신현확 |             | 민주공화당  |             | 민주공화당  | 구미시 일원 군위군 일원 성주군 일원 선산군 일원 칠곡군 일원 | 재선 | 1979.12.12. 의원직 사퇴   |
| 구미시·군위군·성주군·선산군·칠곡군 | 김현규 |             | 무소속      |             | 신민당      | 구미시 일원 군위군 일원 성주군 일원 선산군 일원 칠곡군 일원 | 초선 | 1979.6.4. 신민당 복당     |
| 달성군·경산군·고령군               | 박준규 |             | 민주공화당  |             | 민주공화당  | 달성군 일원 경산군 일원 고령군 일원                         | 6선  |                           |
| 달성군·경산군·고령군               | 김종기 |             | 신민당      |             | 신민당      | 달성군 일원 경산군 일원 고령군 일원                         | 초선 |                           |
| 영덕군·청송군·울진군               | 문태준 |             | 민주공화당  |             | 민주공화당  | 영덕군 일원 청송군 일원 울진군 일원                         | 4선  |                           |
| 영덕군·청송군·울진군               | 황병우 |             | 신민당      |             | 신민당      | 영덕군 일원 청송군 일원 울진군 일원                         | 초선 |                           |
| 영양군·영주군·봉화군               | 김창근 |             | 민주공화당  |             | 민주공화당  | 영양군 일원 영주군 일원 봉화군 일원                         | 4선  |                           |
| 영양군·영주군·봉화군               | 박용만 |             | 신민당      |             | 신민당      | 영양군 일원 영주군 일원 봉화군 일원                         | 재선 |                           |
| 문경군·예천군                      | 채문식 |             | 신민당      |             | 신민당      | 문경군 일원 예천군 일원                                     | 3선  |                           |
| 문경군·예천군                      | 구범모 |             | 민주공화당  |             | 민주공화당  | 문경군 일원 예천군 일원                                     | 재선 |                           |

### 경상남도(18석)
| 선거구                        | 이름   | 당선시 정당 | 당선시 정당 | 종료시 정당 | 종료시 정당 | 관할구역                                          | 선수 | 비고                                                                      |
| ----------------------------- | ------ | ----------- | ----------- | ----------- | ----------- | ------------------------------------------------- | ---- | ------------------------------------------------------------------------- |
| 마산시·진해시·창원군          | 박종규 |             | 민주공화당  |             | 무소속      | 마산시 일원 진해시 일원 창원군 일원               | 초선 | 1980.5.13. 민주공화당 탈당 1980.7.4. 의원직 사퇴                          |
| 마산시·진해시·창원군          | 황낙주 |             | 신민당      |             | 신민당      | 마산시 일원 진해시 일원 창원군 일원               | 3선  |                                                                           |
| 진주시·삼천포시·진양군·사천군 | 구태회 |             | 민주공화당  |             | 민주공화당  | 진주시 일원 삼천포시 일원 진양군 일원 사천군 일원 | 6선  | 1980.8.22. 의원직 사퇴                                                    |
| 진주시·삼천포시·진양군·사천군 | 이상민 |             | 무소속      |             | 신민당      | 진주시 일원 삼천포시 일원 진양군 일원 사천군 일원 | 초선 | 1979.6.4. 신민당 복당                                                     |
| 충무시·통영군·거제군·고성군   | 최재구 |             | 민주공화당  |             | 민주공화당  | 충무시 일원 통영군 일원 거제군 일원 고성군 일원   | 3선  |                                                                           |
| 충무시·통영군·거제군·고성군   | 김동욱 |             | 신민당      |             | 신민당      | 충무시 일원 통영군 일원 거제군 일원 고성군 일원   | 초선 |                                                                           |
| 울산시·울주군                 | 이후락 |             | 무소속      |             | 무소속      | 울산시 일원 울주군 일원                           | 초선 | 1979.6.7. 민주공화당 복당 1980.4.7. 민주공화당 제명 1980.7.4. 의원직 사퇴 |
| 울산시·울주군                 | 최형우 |             | 신민당      |             | 신민당      | 울산시 일원 울주군 일원                           | 3선  | 1980.8.22. 의원직 사퇴                                                    |
| 의령군·함안군·합천군          | 김상석 |             | 민주공화당  |             | 민주공화당  | 의령군 일원 함안군 일원 합천군 일원               | 초선 |                                                                           |
| 의령군·함안군·합천군          | 이상신 |             | 신민당      |             | 신민당      | 의령군 일원 함안군 일원 합천군 일원               | 4선  |                                                                           |
| 밀양군·창녕군                 | 박일   |             | 신민당      |             | 신민당      | 밀양군 일원 창녕군 일원                           | 3선  |                                                                           |
| 밀양군·창녕군                 | 하대돈 |             | 민주공화당  |             | 민주공화당  | 밀양군 일원 창녕군 일원                           | 초선 |                                                                           |
| 양산군·김해군                 | 김택수 |             | 민주공화당  |             | 민주공화당  | 양산군 일원 김해군 일원                           | 3선  |                                                                           |
| 양산군·김해군                 | 신상우 |             | 신민당      |             | 신민당      | 양산군 일원 김해군 일원                           | 3선  |                                                                           |
| 남해군·하동군                 | 신동관 |             | 민주공화당  |             | 민주공화당  | 남해군 일원 하동군 일원                           | 3선  |                                                                           |
| 남해군·하동군                 | 최치환 |             | 무소속      |             | 민주공화당  | 남해군 일원 하동군 일원                           | 4선  | 1979.6.7. 민주공화당 입당                                                 |
| 산청군·함양군·거창군          | 노인환 |             | 민주공화당  |             | 민주공화당  | 산청군 일원 함양군 일원 거창군 일원               | 초선 |                                                                           |
| 산청군·함양군·거창군          | 김동영 |             | 신민당      |             | 신민당      | 산청군 일원 함양군 일원 거창군 일원               | 재선 | 1980.8.22. 의원직 사퇴                                                    |

### 제주도(2석)
| 선거구                   | 이름   | 당선시 정당 | 당선시 정당 | 종료시 정당 | 종료시 정당 | 관할구역                                | 선수 | 비고                      |
| ------------------------ | ------ | ----------- | ----------- | ----------- | ----------- | --------------------------------------- | ---- | ------------------------- |
| 제주시·북제주군·남제주군 | 현오봉 |             | 민주공화당  |             | 민주공화당  | 제주시 일원 북제주군 일원 남제주군 일원 | 6선  | 1980.8.22. 의원직 사퇴    |
| 제주시·북제주군·남제주군 | 변정일 |             | 무소속      |             | 민주공화당  | 제주시 일원 북제주군 일원 남제주군 일원 | 초선 | 1979.6.7. 민주공화당 입당 |

## 유신정우회(77석)
- 순번에 이텔릭체로 표기된 의원은 임기 만료 전 궐원된 의원이다.

| 순번 | 이름   | 당선시 정당 | 당선시 정당 | 종료시 정당 | 종료시 정당 | 선수 | 비고                    |
| ---- | ------ | ----------- | ----------- | ----------- | ----------- | ---- | ----------------------- |
| 1번  | 갈봉근 |             | 유신정우회  |             | 유신정우회  | 재선 |                         |
| 2번  | 고재필 |             | 유신정우회  |             | 유신정우회  | 4선  |                         |
| 3번  | 김봉기 |             | 유신정우회  |             | 유신정우회  | 초선 |                         |
| 4번  | 김성환 |             | 유신정우회  |             | 유신정우회  | 초선 | 1979.10.8. 사망         |
| 5번  | 김세배 |             | 유신정우회  |             | 유신정우회  | 3선  |                         |
| 6번  | 김영광 |             | 유신정우회  |             | 유신정우회  | 초선 |                         |
| 7번  | 김영수 |             | 유신정우회  |             | 유신정우회  | 초선 |                         |
| 8번  | 김영자 |             | 유신정우회  |             | 유신정우회  | 초선 |                         |
| 9번  | 김옥렬 |             | 유신정우회  |             | 유신정우회  | 초선 |                         |
| 10번 | 김용호 |             | 유신정우회  |             | 유신정우회  | 초선 |                         |
| 11번 | 김윤환 |             | 유신정우회  |             | 유신정우회  | 초선 |                         |
| 12번 | 김종하 |             | 유신정우회  |             | 유신정우회  | 초선 |                         |
| 13번 | 김주인 |             | 유신정우회  |             | 유신정우회  | 4선  |                         |
| 14번 | 박동묘 |             | 유신정우회  |             | 유신정우회  | 재선 |                         |
| 15번 | 박준규 |             | 유신정우회  |             | 유신정우회  | 초선 |                         |
| 16번 | 박현서 |             | 유신정우회  |             | 유신정우회  | 초선 |                         |
| 17번 | 박형규 |             | 유신정우회  |             | 유신정우회  | 초선 |                         |
| 18번 | 백두진 |             | 유신정우회  |             | 유신정우회  | 5선  |                         |
| 19번 | 백영훈 |             | 유신정우회  |             | 유신정우회  | 재선 |                         |
| 20번 | 변우량 |             | 유신정우회  |             | 유신정우회  | 재선 |                         |
| 21번 | 서영희 |             | 유신정우회  |             | 유신정우회  | 재선 |                         |
| 22번 | 선우련 |             | 유신정우회  |             | 유신정우회  | 초선 |                         |
| 23번 | 송방용 |             | 유신정우회  |             | 유신정우회  | 4선  |                         |
| 24번 | 신광순 |             | 유신정우회  |             | 유신정우회  | 3선  |                         |
| 25번 | 신동순 |             | 유신정우회  |             | 유신정우회  | 초선 |                         |
| 26번 | 신범식 |             | 유신정우회  |             | 유신정우회  | 재선 |                         |
| 27번 | 신상철 |             | 유신정우회  |             | 유신정우회  | 초선 |                         |
| 28번 | 신상초 |             | 유신정우회  |             | 유신정우회  | 3선  |                         |
| 29번 | 신철균 |             | 유신정우회  |             | 유신정우회  | 초선 |                         |
| 30번 | 심융택 |             | 유신정우회  |             | 유신정우회  | 초선 |                         |
| 31번 | 안갑준 |             | 유신정우회  |             | 유신정우회  | 초선 |                         |
| 32번 | 오준석 |             | 유신정우회  |             | 유신정우회  | 4선  |                         |
| 33번 | 윤식   |             | 유신정우회  |             | 유신정우회  | 초선 |                         |
| 34번 | 윤여훈 |             | 유신정우회  |             | 유신정우회  | 재선 |                         |
| 35번 | 윤인식 |             | 유신정우회  |             | 유신정우회  | 4선  |                         |
| 36번 | 이경호 |             | 유신정우회  |             | 유신정우회  | 초선 |                         |
| 37번 | 이도환 |             | 유신정우회  |             | 유신정우회  | 재선 |                         |
| 38번 | 이동원 |             | 유신정우회  |             | 유신정우회  | 3선  |                         |
| 39번 | 이명춘 |             | 유신정우회  |             | 유신정우회  | 초선 |                         |
| 40번 | 이상익 |             | 유신정우회  |             | 유신정우회  | 재선 |                         |
| 41번 | 이석제 |             | 유신정우회  |             | 유신정우회  | 초선 |                         |
| 42번 | 이성근 |             | 유신정우회  |             | 유신정우회  | 재선 |                         |
| 43번 | 이승윤 |             | 유신정우회  |             | 유신정우회  | 재선 | 1980.5.22. 의원직 사퇴  |
| 44번 | 이양우 |             | 유신정우회  |             | 유신정우회  | 초선 |                         |
| 45번 | 이영근 |             | 유신정우회  |             | 유신정우회  | 3선  |                         |
| 46번 | 이자헌 |             | 유신정우회  |             | 유신정우회  | 초선 |                         |
| 47번 | 이정석 |             | 유신정우회  |             | 유신정우회  | 4선  |                         |
| 48번 | 이정식 |             | 유신정우회  |             | 유신정우회  | 재선 |                         |
| 49번 | 이종률 |             | 유신정우회  |             | 유신정우회  | 초선 |                         |
| 50번 | 이종식 |             | 유신정우회  |             | 유신정우회  | 재선 |                         |
| 51번 | 이종찬 |             | 유신정우회  |             | 유신정우회  | 재선 |                         |
| 52번 | 이철희 |             | 유신정우회  |             | 유신정우회  | 초선 |                         |
| 53번 | 이해원 |             | 유신정우회  |             | 유신정우회  | 3선  |                         |
| 54번 | 장기선 |             | 유신정우회  |             | 유신정우회  | 초선 |                         |
| 55번 | 장지량 |             | 유신정우회  |             | 유신정우회  | 초선 |                         |
| 56번 | 전부일 |             | 유신정우회  |             | 유신정우회  | 재선 |                         |
| 57번 | 전정구 |             | 유신정우회  |             | 유신정우회  | 재선 |                         |
| 58번 | 정병학 |             | 유신정우회  |             | 유신정우회  | 초선 |                         |
| 59번 | 정일영 |             | 유신정우회  |             | 유신정우회  | 재선 |                         |
| 60번 | 정재호 |             | 유신정우회  |             | 유신정우회  | 재선 |                         |
| 61번 | 정희채 |             | 유신정우회  |             | 유신정우회  | 초선 |                         |
| 62번 | 조병규 |             | 유신정우회  |             | 유신정우회  | 초선 |                         |
| 63번 | 조상호 |             | 유신정우회  |             | 유신정우회  | 초선 |                         |
| 64번 | 조일제 |             | 유신정우회  |             | 유신정우회  | 초선 |                         |
| 65번 | 조홍래 |             | 유신정우회  |             | 유신정우회  | 재선 |                         |
| 66번 | 천병규 |             | 유신정우회  |             | 유신정우회  | 초선 |                         |
| 67번 | 최경록 |             | 유신정우회  |             | 유신정우회  | 초선 | 1980.8.13. 의원직 사퇴  |
| 68번 | 최대현 |             | 유신정우회  |             | 유신정우회  | 초선 |                         |
| 69번 | 최영희 |             | 유신정우회  |             | 유신정우회  | 4선  |                         |
| 70번 | 최우근 |             | 유신정우회  |             | 유신정우회  | 재선 |                         |
| 71번 | 최태호 |             | 유신정우회  |             | 유신정우회  | 초선 | 1980.8.27. 의원직 사퇴  |
| 72번 | 태완선 |             | 유신정우회  |             | 유신정우회  | 3선  |                         |
| 73번 | 한기춘 |             | 유신정우회  |             | 유신정우회  | 초선 |                         |
| 74번 | 한옥신 |             | 유신정우회  |             | 유신정우회  | 초선 |                         |
| 75번 | 한태연 |             | 유신정우회  |             | 유신정우회  | 3선  |                         |
| 76번 | 함명수 |             | 유신정우회  |             | 유신정우회  | 재선 |                         |
| 77번 | 현기순 |             | 유신정우회  |             | 유신정우회  | 초선 |                         |
| 78번 | 고귀남 |             | 유신정우회  |             | 유신정우회  | 초선 | 1979.10.15. 의원직 승계 |
| 79번 | 남재한 |             | 유신정우회  |             | 유신정우회  | 초선 | 1980.7.3. 의원직 승계   |
| 80번 | 이호동 |             | 유신정우회  |             | 유신정우회  | 초선 | 1980.8.25. 의원직 승계  |
| 81번 | 김유복 |             | 유신정우회  |             | 유신정우회  | 초선 | 1980.9.2. 의원직 승계   |

- 김성환 의원이 임기 중 사망했다. 이에 고귀남이 의원직을 승계했다.
- 이승윤 의원이 사퇴함에 따라 남재한이 의원직을 승계했다.
- 최경록 의원이 사퇴함에 따라 이호동이 의원직을 승계했다.
- 최태호 의원이 사퇴함에 따라 김유복이 의원직을 승계했다.

## 같이 보기
- 대한민국 제10대 국회의원 선거
- 대한민국 제10대 국회